# Masona pyriceps
Masona pyriceps är en stekelart som beskrevs av Van Achterberg 2001. Masona pyriceps ingår i släktet Masona och familjen bracksteklar. Inga underarter finns listade i Catalogue of Life.